# Volnay (Côte-d’Or)
Volnay település Franciaországban, Côte-d’Or megyében. Lakosainak száma 225 fő (2022. január 1.). Volnay Nantoux, Meursault, Tailly, Bligny-lès-Beaune, Meloisey, Monthelie, Pommard és Saint-Romain községekkel határos.

## Népesség
A település népessége az elmúlt években az alábbi módon változott:
| Lakosok száma | 464  | 411  | 355  | 287  | 265  | 241  | 241  | 233  | 229  | 225  |
|               | 1968 | 1982 | 1990 | 2006 | 2013 | 2015 | 2017 | 2019 | 2020 | 2022 |